# Тёмная (Коношский район)
Тёмная — опустевшая деревня в Коношском районе Архангельской области. Входит в состав Коношского городского поселения.

## География
Находится в юго-западной части Архангельской области на расстоянии приблизительно 2 км на северо-запад по прямой от административного центра района поселка Коноша на северо-западном берегу озера Верхнее.

## История
Была показана ещё на карте 1794 года. В 1859 году здесь (деревня Кадниковского уезда Вологодской губернии) было учтено 8 дворов.

## Население
Численность населения: 40 человек (1859 год), 0 как в 2002 году, так и в 2010.